# Синицкий, Евгений Данилович
Евге́ний Дани́лович Сини́цкий (1866, Каменец-Подольский — 6 марта 1915, Киев) — российский юрист, педагог. Псевдонимы — Е. Л., Е. С., Е. Лович.

## Биография
Сын историка церкви Даниила Александровича Синицкого, брат географа Леонтия Синицкого.
В 1884 году за участие в студенческих волнениях Синицкого исключили из Киевского университета без права поступать в высшие учебные заведения в течение двух лет. Однако уже в 1885 году он сумел поступить в Новороссийский университет в Одессе. Однако в ноябре того же года Синицкого исключили и из этого университета как участника студенческих волнений. Вернувшись в Киев, Синицкий принял деятельное участие в созданной Михаилом Фокиным народнической революционной организации («общество заговорщиков»).
В августе 1886 года Синицкого приняли в Тартуский ветеринарный институт, откуда в январе 1888 года, с особого разрешения министра народного образования, он перешёл на юридический факультет Тартуского университета и окончил его в январе 1891 года. Позже Синицкий был доцентом Демидовского юридического лицея в Ярославле, сотрудником и редактором журнала «Вестник воспитания».
Русский писатель Константин Станюкович посвятил Евгению Синицкому рассказ «Добрый», впервые напечатанный в 1901 году в № 5 журнала «Русская мысль» с подзаголовком «Рассказ матроса (Из далекого прошлого)».